# ماریا اولیتینا

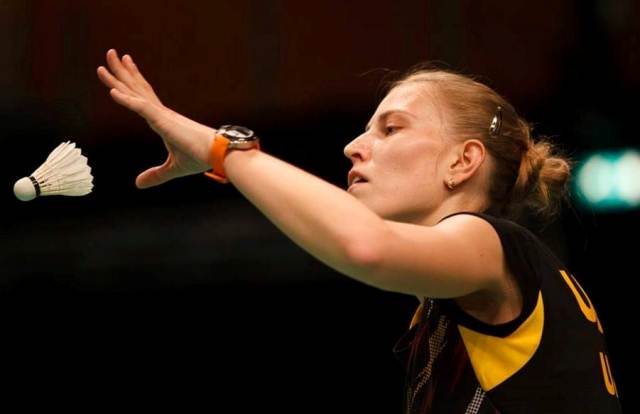
ماریا اولیتینا در سال ۲۰۱۷

ماریا اولیتینا (اوکراینی: Марія Вікторівна Улітіна؛ زادهٔ ۵ نوامبر ۱۹۹۱) بدمینتون‌باز اهل اوکراین است.

## حرفه
وی همچنین یکی از بدمینتون‌بازان بازی‌های المپیک تابستانی ۲۰۱۶ بوده‌است.